# Campionati europei di atletica leggera indoor 2011 - 60 metri ostacoli maschili
La gara si è svolta il 4 marzo 2011.

## Podio
| #       | Atleta          | Nazionalità | Tempo | Note                          |
| ------- | --------------- | ----------- | ----- | ----------------------------- |
| Oro     | Petr Svoboda    | Rep. Ceca   | 7"49  |                               |
| Argento | Garfield Darien | Francia     | 7"56  | =                             |
| Bronzo  | Adrien Deghelt  | Belgio      | 7"57  | Miglior prestazione personale |

## Record
Prima di questa competizione, il record del mondo (RM), il record europeo (EU) ed il record dei campionati (RC) sono i seguenti:
| Record                | Prestazione | Atleta                    | Data                                | Competizione                                       |
| --------------------- | ----------- | ------------------------- | ----------------------------------- | -------------------------------------------------- |
| Record mondiale       | 7"30        | Colin Jackson Regno Unito | 6 marzo 1994 Sindelfingen, Germania |                                                    |
| Record europeo        | 7"30        | Colin Jackson Regno Unito | 6 marzo 1994 Sindelfingen, Germania |                                                    |
| Record dei campionati | 7"39        | Colin Jackson Regno Unito | 12 marzo 1994 Parigi, Francia       | Campionati europei di atletica leggera indoor 1994 |

## Risultati

### Primo turno
I primi 2 di ogni batteria e i 2 migliori tempi si qualificano per la finale.

#### Semifinale 1
| Pos. | Corsia | Nome               | Nazione     | Reazione | Tempo | Note |
| ---- | ------ | ------------------ | ----------- | -------- | ----- | ---- |
| 1    | 7      | Dimitri Bascou     | Francia     | 0.158    | 7"62  | Q    |
| 2    | 4      | Evgenij Borisov    | Russia      | 0.172    | 7"68  | Q    |
| 3    | 8      | Maksim Lynsha      | Bielorussia | 0.193    | 7"71  |      |
| 4    | 2      | Jurica Grabušić    | Croazia     | 0.143    | 7"80  |      |
| 5    | 1      | Damien Broothaerts | Belgio      | 0.174    | 7"84  |      |
| 6    | 6      | Joona-Ville Heinä  | Finlandia   | 0.146    | 7"90  |      |
| 7    | 5      | Rasul Dabó         | Portogallo  | 0.183    | 7"93  |      |
| 8    | 3      | Andreas Martinsen  | Danimarca   | 0.182    | 8"38  |      |

#### Semifinale 2
| Pos. | Corsia | Nome              | Nazione     | Reazione | Tempo | Note                          |
| ---- | ------ | ----------------- | ----------- | -------- | ----- | ----------------------------- |
| 1    | 8      | Felipe Vivancos   | Spagna      | 0.150    | 7"56  | Q                             |
| 2    | 3      | Garfield Darien   | Francia     | 0.190    | 7"60  | Q                             |
| 3    | 1      | Adrien Deghelt    | Belgio      | 0.153    | 7"62  | q                             |
| 4    | 4      | Lawrence Clarke   | Regno Unito | 0.147    | 7"74  |                               |
| 5    | 2      | Balázs Baji       | Ungheria    | 0.154    | 7"77  | Miglior prestazione personale |
| 6    | 7      | Matús Janecek     | Slovacchia  | 0.170    | 7"86  |                               |
| 7    | 6      | Aliaksandr Linnik | Bielorussia | 0.152    | 8"00  |                               |
| 8    | 5      | Martin Arnaudov   | Bulgaria    | 0.189    | 8"11  |                               |

#### Semifinale 3
| Pos. | Corsia | Nome               | Nazione              | Reazione | Tempo | Note                                     |
| ---- | ------ | ------------------ | -------------------- | -------- | ----- | ---------------------------------------- |
| 1    | 7      | Petr Svoboda       | Rep. Ceca            | 0.171    | 7"55  | Q                                        |
| 2    | 6      | Konstantin Šabanov | Russia               | 0.146    | 7"63  | Q =                                      |
| 3    | 8      | Samuel Coco-Viloin | Francia              | 0.174    | 7"68  | q                                        |
| 4    | 3      | Jackson Quiñónez   | Spagna               | 0.194    | 7"70  | Miglior prestazione personale stagionale |
| 5    | 5      | Emanuele Abate     | Italia               | 0.165    | 7"74  |                                          |
| 6    | 2      | Tobias Furer       | Svizzera             | 0.193    | 7"93  |                                          |
| 7    | 1      | Manuel Prazak      | Austria              | 0.160    | 7"98  |                                          |
|      | 4      | Adnan Malkić       | Bosnia ed Erzegovina | 0.231    |       | SQ                                       |

### Finale
| Pos. | Corsia | Nome               | Nazione   | Reazione | Tempo | Note                          |
| ---- | ------ | ------------------ | --------- | -------- | ----- | ----------------------------- |
| 1    | 5      | Petr Svoboda       | Rep. Ceca | 0.150    | 7"49  |                               |
| 2    | 3      | Garfield Darien    | Francia   | 0.175    | 7"56  | =                             |
| 3    | 1      | Adrien Deghelt     | Belgio    | 0.161    | 7"57  | Miglior prestazione personale |
| 4    | 4      | Felipe Vivancos    | Spagna    | 0.139    | 7"59  |                               |
| 5    | 7      | Konstantin Šabanov | Russia    | 0.154    | 7"61  | Miglior prestazione personale |
| 6    | 6      | Dimitri Bascou     | Francia   | 0.190    | 7"64  |                               |
| 7    | 8      | Evgenij Borisov    | Russia    | 0.162    | 7"65  |                               |
| 8    | 2      | Samuel Coco-Viloin | Francia   | 0.184    | 8"08  |                               |